# Жахливий спосіб померти
«Жахливий спосіб померти» — американський кінофільм режисера Адама Вінгарда, що вийшов на екрани в 2010 році.

## Сюжет
Сара і Кевін знайомляться на зустрічі анонімних алкоголіків. Пара починає зустрічатися, їх відносини стають все більш близькими, однак Сара не поспішає ділитися з Кевіном подробицями свого колишнього життя. Тим часом її колишній співмешканець Геррик був відомим серійним маніяком, якого вона особисто здала поліції, і якому зовсім недавно вдалося втекти з-під варти.

## У ролях
| Актор               | Роль |
| ------------------- | ---- |
| Ей Джей Боуен       | -    |
| Емі Саймец          | -    |
| Джо Сванберг        | -    |
| Джеремі Керролл     | -    |
| Лейн Хьюз           | -    |
| Холлі Фогс          | -    |
| Келсі Мангер        | -    |
| Майкл Ентоні Міллер | -    |
| Ed Hanson           | -    |
| Френк Стек          | -    |

## Знімальна група
- Режисер — Адам Вінгард
- Сценарист — Саймон Баррет
- Продюсер — Саймон Баррет, Кім Шерман, Тревіс Стівенс
- Композитор — Джаспер Джастіс Лі